# بخش غلامان
بخش غلامان یکی از بخش‌های شهرستان راز و جرگلان در استان خراسان شمالی ایران است. مرکز آن شهر غلامان (با ۳۶۸۴ نفر) است.

## تقسیمات کشوری
- بخش غلامان 
  - دهستان غلامان
  - دهستان راستقان

شهر : غلامان

## جمعیت
بنابر سرشماری مرکز آمار ایران، جمعیت بخش غلامان شهرستان راز و جرگلان در سال ۱۳۹۰ برابر با ۱۴۸۱۳ نفر در ۳۸۷۹ خانوار بوده است.